# Buick Invicta
La Buick Invicta était une automobile produite par la marque américaine Buick entre 1959 et 1963.

## Histoire
Elle était disponible en version break toutes les années sauf 1961, en 4 portes Sedan en 1959-60, et en versions 4 portes "hardtop" sans montant, 2 portes "hardtop" sans montant et décapotable de 1959 à 1962.
Dans la gamme Buick, elle prenait la place qu'occupait le modèle Century auparavant et le modèle Wildcat par la suite. Elle combinait la "petite" carrosserie du modèle LeSabre avec le moteur plus puissant du modèle Electra.
L'Invicta Custom avait une finition intérieure plus relevée avec sièges baquets en cuir dans les modèles 2 portes et sièges en cuir avec appuie-bras dans les modèles quatre portes.
Certaines Buick Invicta fabriquées au Canada avaient aussi un intérieur plus luxueux qui ressemblait à celui du modèle Electra fabriqué aux États-Unis.
La transmission automatique "Twin Turbine Dynaflow" avec convertisseur de couple et stator à pas variable était de série. La transmission "Triple Turbine Flightpitch" était une option en 1959.

## Motorisations
Le moteur "Wildcat 445" de 401 pouces cubes (6.6L) avec carburateur quatre corps et taux de compression de 10.25 à 1 était aussi standard.